# Cristiano Augusto de Holsácia-Gottorp, Príncipe de Eutin

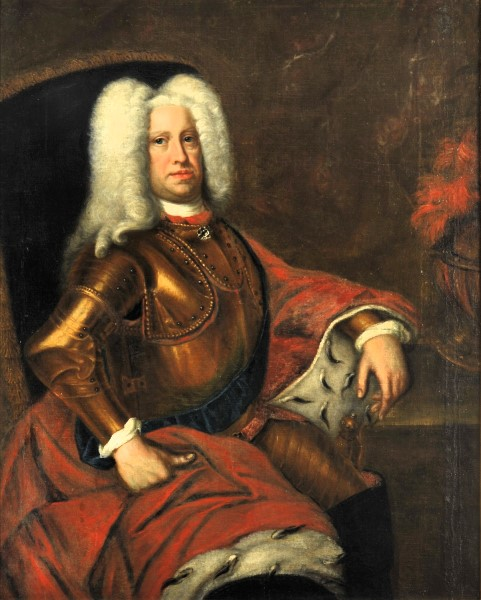
Cristiano Augusto de Holstein-Gottorp, Príncipe de Eutin

Cristiano Augusto de Holstein-Gottorp (11 de janeiro de 1673 – 24 de abril de 1726) foi duque de Schleswig-Holstein, príncipe regente de Eutin, príncipe-bispo de Lübeck e regente do ducado de Holstein-Gottorp.
Filho mais novo de Cristiano Alberto, Duque de Holstein-Gottorp e de Frederica Amália da Dinamarca-Noruega, filha do rei Frederico III da Dinamarca e Noruega. Assim, foi o seu irmão mais velho, Frederico IV, Duque de Holstein-Gottorp, que sucedeu a seu pai como senhor do pequeno principiado, tendo Cristiano Augusto o feudo de Eutin. Adicionalmente, sua família conseguiu com que ele fosse eleito bispo luterano da Lübeck.
Em 1702 o seu irmão mais velho morreu, deixando o seu filho menor Carlos Frederico, Duque de Holstein-Gottorp como herdeiro, sendo Cristiano Augusto indicado como administrador. Sua cunhada, a regente Edviges Sofia da Suécia, morreu uns anos mais tarde (1708), deixando então Cristiano Augusto como regente do principado de Holstein-Gottorp, severamente devastado pela violência da Grande Guerra do Norte.
O príncipe Cristiano Augusto casou com Albertina Frederica de Baden-Durlach (3 de julho de 1682 - 26 de dezembro de 1755], em 2 de setembro de 1704, com quem teve vários filhos.

## Descendência
- Edviges Sofia de Holstein-Gottorp (9 de outubro de 1705 - 4 de outubro de 1764), abadessa de Herford a partir de 1750.
- Carlos Augusto de Holstein-Gottorp (26 de novembro de 1706 - 31 de maio de 1727), noivo da grã-duquesa Isabel Petrovna da Rússia; morreu aos vinte anos de idade.
- Frederica Amália de Holstein-Gottorp (12 de janeiro de 1708 - 19 de janeiro de 1782), freira na Abadia de Quedlimburgo.
- Ana de Holstein-Gottorp (3 de fevereiro de 1709 - 2 de fevereiro de 1758), casada com o duque Guilherme de Saxe-Gota-Altemburgo; sem descendência.
- Adolfo Frederico de Holstein-Gottorp (14 de maio de 1710 - 12 de abril de 1771), rei da Suécia de 1751 até à sua morte; casado com a princesa Luísa Ulrica da Prússia; com descendência.
- Frederico Augusto de Holstein-Gottorp (20 de setembro de 1711 - 6 de julho de 1785), deteve o título de príncipe de Eutin até receber o grão-ducado de Oldemburgo do seu primo, o czar Paulo I da Rússia; casado com a marquesa Ulrica Frederica Guilhermina de Hesse-Cassel; com descendência.
- Joana Isabel de Holstein-Gottorp (24 de outubro de 1712 - 30 de maio de 1760), casada com o príncipe Cristiano Augusto de Anhalt-Zerbst; com descendência incluindo a imperatriz Catarina II da Rússia.
- Frederica Sofia de Holstein-Gottorp (nascida e morta a 12 de junho de 1713).
- Guilherme Cristiano de Holstein-Gottorp (20 de setembro de 1716 - 26 de junho de 1719), morreu aos dois anos de idade.
- Frederico de Holstein-Gottorp (12 de março de 1718 - 1719), morreu com poucos meses de idade.
- Jorge Luís de Holstein-Gottorp (16 de março de 1719 - 7 de setembro de 1763), casado com a duquesa Sofia Carlota de Schleswig-Holstein-Sonderburg-Beck; com descendência.